# シチリア交響楽団
シチリア交響楽団 (しちりあこうきょうがくだん、イタリア語: Orchestra Sinfonica Siciliana) は、イタリアのシチリア自治州 パレルモに本拠を置くオーケストラ。

## 概要
1951年にシチリア州法によって設立され、1958年から本格的な演奏活動を開始した。
2002年に、楽団の運営基盤をより強固なものとするため、従来の自治団体から、財団法人シチリア交響楽団財団（Fondazione Orchestra Sinfonica Siciliana)へ移行し、本拠地をポリテアマ・ガリバルディ劇場に置いた。

## 歴史
1958年に、ジョルジュ・セバスティアンとジャン・マルティノンの指揮で、最初の演奏会が パレルモで開催された。
1959年には、オッターヴィオ・ジーノが芸術監督に就任し、「現代音楽の日々」を立ち上げ、1960年には「国際新音楽週間」との協力を始めた。
1963年には、ストラヴィンスキーをパレルモのビオンド劇場に迎え共演を実現させた。
1970年から1995年まで芸術監督を務めたロベルト・パガーノは、楽団のレパートリーの充実と多様化に貢献を果たした。

## 指揮者
1979年からガブリエーレ・フェッロが15年以上にわたり常任指揮者を務めたが、楽団は特定の首席指揮者を置かず、近年では、ディエゴ・マテウスなど才能ある客演指揮者との継続的な協力関係を重視している。

これまでに、セルジュ・チェリビダッケ、ジョン・バルビローリ、アンタル・ドラティ、ピエール・モントゥー、リッカルド・ムーティ、ガリー・ベルティーニ、リッカルド・シャイー、フランツ・ウェルザー＝メスト、ユベール・スダーン、ラファエル・フリューベック・デ・ブルゴス、ユーリ・テミルカーノフなど著名な指揮者が多数客演している。

## 音楽祭・国際ツアー
ヌオヴァ・コンソナンツァ音楽祭、ヴィースバーデン音楽祭、フィレンツェ五月音楽祭、ラヴェッロ音楽祭、ヴェネツィア・ビエンナーレなど数々の国際音楽祭に出演し、プラハ、モスクワ、中国、日本などへツアーを行っている。